# Greyhoundtrack Oaklane
Greyhoundtrack Oaklane  is een hondenrenbaan in Geldrop. Op deze renbaan worden hondenraces gehouden door de Geldropse Windhonden RenVereniging uit Geldrop. De ondergrond van de renbaan is van zand. In het midden van de baan ligt een vijver. De renbaan heeft een inside hare, dat wil zeggen, dat voor de honden aan de binnenkant van de baan de haas vliegt.